# カクチケル年代記
『カクチケル年代記』（カクチケルねんだいき、スペイン語: Anales de los Cakchiqueles）は、グアテマラ高地に住むカクチケル・マヤ族の支配層であったソロラのシャヒル(Xajil)支族の歴史を記した書物である。16世紀から17世紀はじめにかけて書かれ、植民地時代のグアテマラでマヤ人が自らの言語で記した民族史料として、『ポポル・ヴフ』などと並んで重要な価値を持つ。

## 書物の概要
原書は31.3×21.6cmの紙の両面に書かれている。紙は全部で48葉あるが（全96ページ）、17ページまでは別の文章が書かれているため、年代記の本体は18ページから96ページまでである。人類の創造神話にはじまり、後半は1493年5月20日のイシムチェの反乱から1600年までの年代記が記されている。作者は、1582年までをシャヒル支族に属するエルナンデス・アラーナが書き、アラーナの没後はシャヒルの首長だったフランシスコ・ディアスが書きついだとされている。1年が400日からなる独自の暦を使用しているが、1557年以降は西暦を併用する。
1844年にフアン・ガバレテがグアテマラシティのサン・フランシスコ修道院で『カクチケル年代記』を発見した。その後シャルル・エティエンヌ・ブラッスール・ド・ブールブールが入手し、1855年にフランス語に翻訳した。ブールブールの没後、年代記はアルフォンス・ピナール (Alphonse Pinart) の手にわたったが、1887年に競売に出たのを、アメリカ合衆国の学者で1885年に年代記を英訳したダニエル・G・ブリントンが購入した。ブリントンの没後はペンシルベニア大学博物館の所蔵になり、現在に到っている。

## 内容
人類は黒曜石を供養する目的で作られた。トウモロコシの粉にバクと蛇の血をまぜることによって人類が作られた。
祖先がトゥリャン(Tullan)からやってきたとする点は『ポポル・ヴフ』と同様だが、トゥリャンは4つあり、シャヒル支族の祖先であるクァクァウィツ(Qʼaqʼawitz)は西のトゥリャンから来たとする。人々は7つの部族と13の隊に分かれて移動したが、カクチケルはその最後だった。
カクチケルはチアワルの町に住んでキチェの第7代王であるキクァブ(Kʼiqabʼ)に協力して多くの町を滅ぼしたが、その後キクァブに対して蜂起を起こし、チアワルを放棄してイシムチェに住んだ。
1493年5月20日、トゥクチェ族のカイ・フナフプが反乱を起こし、その結果イシムチェから排除された。
1521年、トゥナティウ（Tunatiw、ナワトル語で太陽を意味するトナティウに由来し、ペドロ・デ・アルバラードのこと）に率いられたスペイン人が現れてキチェを滅ぼした。カクチケルは当初トゥナティウに協力したが、トゥナティウが莫大な貢納を要求したために王たちはイシムチェを去った。トゥナティウは町を焼き払い、カクチケルを虐殺した。やむをえず王たちは貢納を支払った。トゥナティウはその後も横暴を働いたが、1541年に没した。翌1542年からドミニコ会によるキリスト教の布教がはじまった。しかし伝染病が流行して多くが死んだ。